# Unstrut-Werra-Radweg

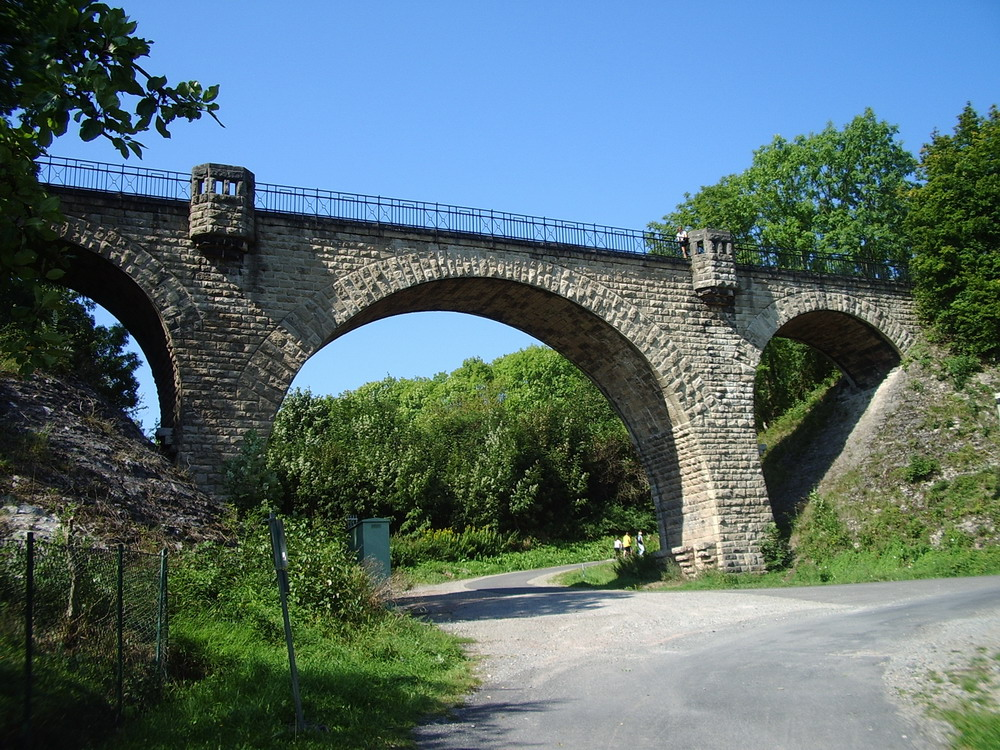
Das Viadukt bei Heyerode als Radweg

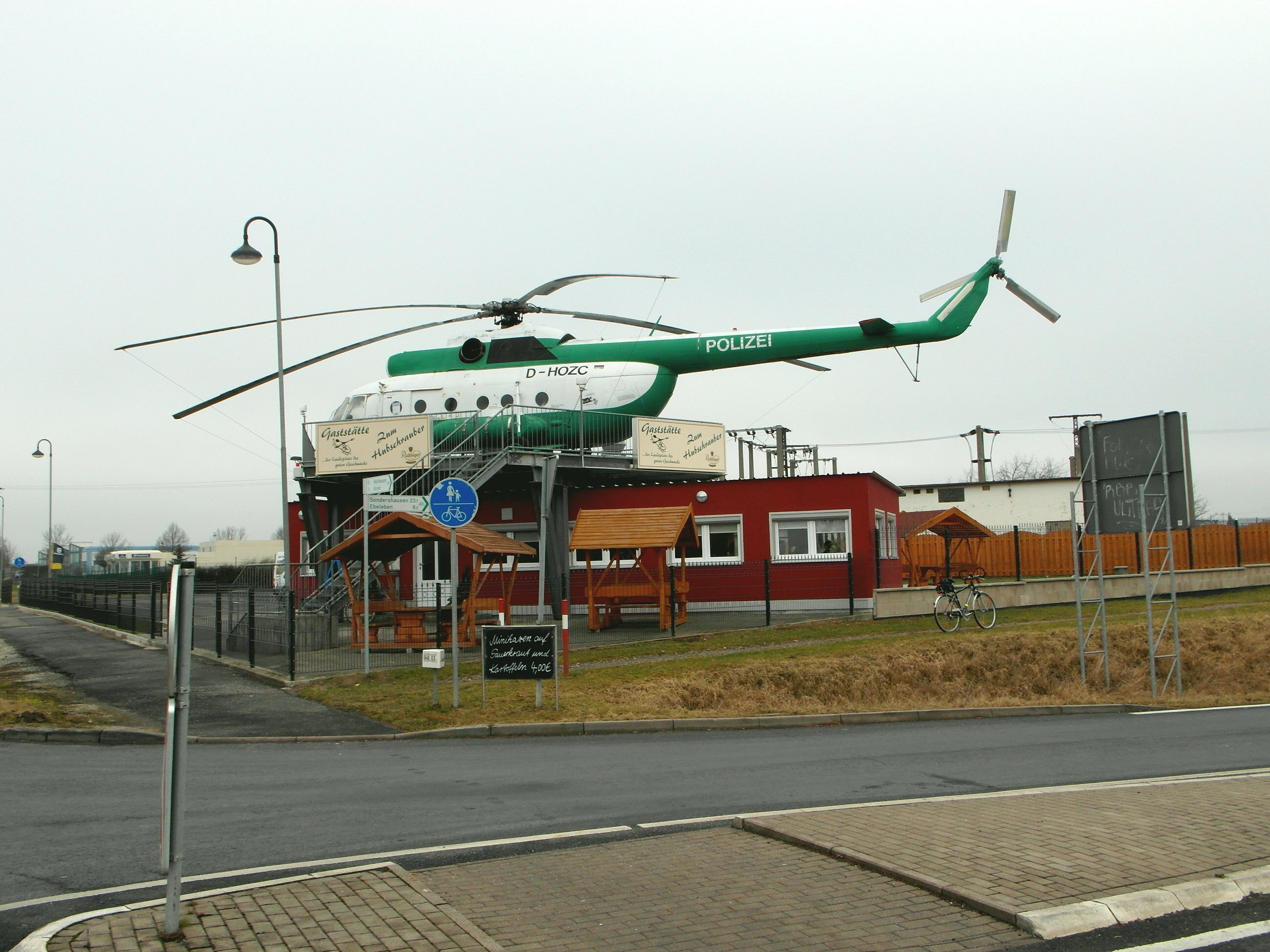
Gaststätte am Flugplatz Obermehler-Schlotheim

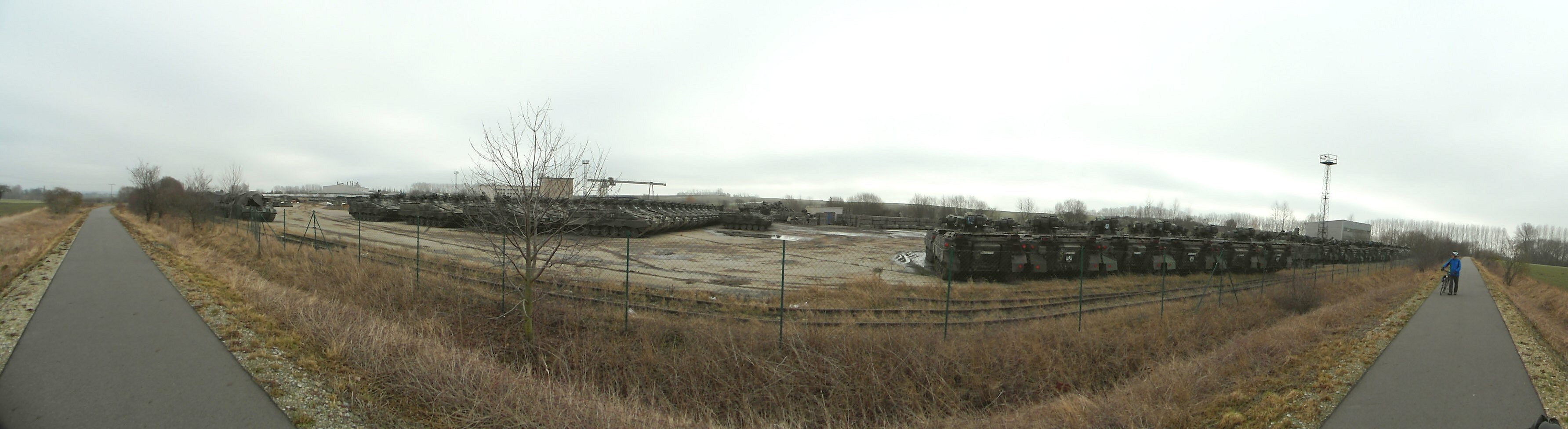
Panzerfriedhof bei Rockensußra

Der Unstrut-Werra-Radweg ist ein Radfernweg im nördlichen Thüringen. Er wurde am 25. April 2016 freigegeben. Auf insgesamt 113 km Länge verbindet der Radwanderweg die an den namensgebenden Flüssen Werra und Unstrut verlaufenden Fernradwege und quert dabei das nördliche Thüringen südlich des Harzes.

## Verlauf
Der Unstrut-Werra-Radweg beginnt am Werratal-Radweg in der Nähe des hessischen Heldra zwischen den thüringischen Orten Großburschla und Treffurt und verläuft bis Mühlhausen auf etwa 30 Kilometern auf der Trasse der Bahnstrecke Mühlhausen – Treffurt (Vogteier Bimmelbahn). In Mühlhausen ist nach 32 km das erste Mal der Unstrut-Radweg erreicht.
Hinter Mühlhausen verläuft der Radweg auf der Trasse der Bahnstrecke Mühlhausen – Ebeleben, wobei der Ort Schlotheim ausgespart wird. Im weiteren Verlauf wird kurz die Trasse der Hohenebra-Ebelebener Eisenbahn benutzt, bevor die Strecke über Gundersleben, Hohenebra und Oberspier schließlich nach Sondershausen führt.
Von dort nach Bad Frankenhausen verläuft der Unstrut-Werra-Radweg auf der Trasse der Kyffhäuserbahn, ab Bad Frankenhausen kann man den Unstrut-Radweg über Oldisleben am Bahnhof Heldrungen erreichen. Schließlich führt der Radwanderweg über Esperstedt  und Ringleben nach Schönfeld bei Artern, wo er wieder den Unstrut-Radweg erreicht.

## Ausbau
Der Radweg führt weitgehend über ehemalige Bahntrassen, wodurch sich die Höhenunterschiede in Grenzen halten, und ist durchweg asphaltiert. Einige Wegstrecken weisen allerdings erhebliche Steigungen auf, wodurch der Radweg nicht für Rollstuhlfahrer geeignet ist.